# Line Rider
Line Rider er et flashspil der blev lavet i september 2006 af Boštjan Čadež fra Slovenien.
Spillet startede med at være på hjemmesiden Deviantart. Fra den 23. september 2006 begyndte Line Rider hurtigt at blive et internetfænomen.

## Gameplay
Konceptet i spillet er at tegne linjer med musen, som en lille mand (kaldt "dude" eller Bosh af folkene bag spillet) på en slæde kører på, når der trykkes play. Banen, der bliver tegnet, skal have kurver, for at manden på slæden ikke falder af.